# 岩田誠 (医師)
岩田 誠（いわた まこと、1942年 - ）は、日本の医師・神経生理学者・文筆家、東京女子医科大学名誉教授。

## 人物・来歴
東京生まれ。東京大学医学部卒、1976年医学博士。パリ大学医学部等留学後、東京大学医学部助教授、1994年東京女子医科大学医学部長、神経内科主任教授、同大学脳神経センター長、2008年退任、東京女子医科大学名誉教授、メディカルクリニック柿の木坂院長。1998年『見る脳・描く脳』で毎日出版文化賞受賞。

## 著書
- 『言葉を失うということ 神経内科医のカルテから』 (New science age) 岩波書店, 1987.1
- 『脳とコミュニケーション』 (シリーズ脳の科学) 朝倉書店, 1987.6
- 『パリ医学散歩』岩波書店, 1991.6
- 『神経症候学を学ぶ人のために』医学書院, 1994.5
- 『ペールラシェーズの医学者たち』中山書店, 1995.4
- 『脳とことば 言語の神経機構』 (ブレインサイエンス・シリーズ) 共立出版, 1996.1
- 『見る脳・描く脳 絵画のニューロサイエンス』東京大学出版会, 1997.10
- 『脳梗塞がよくわかる本 言葉がもつれる、手足が動かしにくい…こんな症状を見逃すな!』 (名医登場シリーズ) 小学館, 1998.11
- 『脳と音楽』メディカルレビュー社, 2001.5
- 『レイちゃんお話ししよう』中央公論事業出版 (製作) 2004.3
- 『臨床医が語る脳とコトバのはなし』日本評論社, 2005.11
- 『脳梗塞 なる人ならない人』 (ホーム・メディカ・ビジュアルブック) 小学館, 2008.3
- 『神経内科医の文学診断』白水社, 2008.4
- 『臨床医が語る認知症の脳科学』日本評論社, 2009.11
- 『鼻の先から尻尾まで 神経内科医の生物学』中山書店, 2013.5
- 『臨床医が語るしびれ、頭痛から認知症まで 神経内科のかかり方』日本評論社, 2013.8
- 『続・神経内科医の文学診断』白水社, 2015.12
- 『臨床医が語る認知症と生きるということ』日本評論社, 2015.2
- 『上手な脳の使いかた』岩波ジュニア新書 2016.11
- 『ホモピクトルムジカーリス アートの進化史』中山書店, 2017.5
- 『脳を守ろう 脳梗塞・認知症を予防するために』岩波ブックレット 2017.6

### 共編著・監修
- 『神経回路網とその疾患』豊倉康夫共編. 東京大学出版会, 1987.6
- 『疾患からみた神経回路網』豊倉康夫共編. 東京大学出版会, 1988.3
- 『グラフィック神経学 Color atlas』田中順一共著. 医歯薬出版, 1997.4
- 『キーワードを読む脳・神経』寺本明,清水輝夫共編. 医学書院, 1997.5
- 『図解雑学脳のしくみ』監修. ナツメ社, 1998.1
- 『頭痛を診てくれるお医者さん』 (お医者さんシリーズ)監修. 保健同人社, 2001.6
- 『脳とこころ 神経心理学的視点から』 (ブレインサイエンス・シリーズ) 田邉敬貴責任編集,大東祥孝,加藤元一郎,山鳥重共著. 共立出版, 2002.9
- 『眼の事典』三島濟一総編集,金井淳,沢充,酒田英夫,田野保雄共編. 朝倉書店, 2003.9
- 『死に方目下研究中。 医学者と文学者の彼岸さがし対談』田辺保共著. 恒星出版, 2005.1
- 『言語聴覚士テキスト』廣瀬肇監修, 小松崎篤,藤田郁代共編. 医歯薬出版, 2005.2
- 『臨床神経学・高次脳機能障害学 言語聴覚士のための基礎知識』鹿島晴雄共編. 医学書院, 2006.5
- 『神経文字学 読み書きの神経科学』河村満共編. 医学書院, 2007.10
- 『社会活動と脳 行動の原点を探る 脳とソシアル』河村満共編. 医学書院, 2008.9
- 『発達と脳 コミュニケーション・スキルの獲得過程』 (脳とソシアル) 河村満共編. 医学書院, 2010.4
- 『ノンバーバルコミュニケーションと脳 自己と他者をつなぐもの』 (脳とソシアル) 河村満共編. 医学書院, 2010.7
- 『言語聴覚士テキスト 第2版』小川郁, 立石雅子共編, 廣瀬肇 監修. 医歯薬出版, 2011.3
- 『プロが教える脳のすべてがわかる本 脳の構造と機能、感覚のしくみから、脳科学の最前線まで 史上最強カラー図解』監修. ナツメ社, 2011.8
- 『脳とアート 感覚と表現の脳科学』 (脳とソシアル) 河村満共編集. 医学書院, 2012.11
- 萬年甫『頭のなかをのぞく 神経解剖学入門』編. 中山書店, 2013.8

### 翻訳
- A.M.クック編『からだの百科』森亘,川名尚,玉熊正悦、松崎宸共訳. 岩波書店, 1983.3
- 『神経学の源流 3 増補 ブロカ』万年甫共編訳 東京大学出版会, 1992.5
- イアン・ウイルキンソン, グラハム・レノックス『簡要神経学 第2版』岩田淳共訳. メディカル・サイエンス・インターナショナル, 1995.3
- ジャン=ピエール・シャンジュー『理性と美的快楽 感性のニューロサイエンス』監訳,浜名優美,木村宣子訳. 産業図書, 1999.12
- J.Graham Beaumont, Pamela M.Kenealy, Marcus J.C.Rogers 編『神経心理学事典』河内十郎、河村満共監訳. 医学書院, 2007.5
- ミシェル・ファルドー『筋学を築き上げた人々』総監訳,武田伸一監訳. 診断と治療社, 2021.12